# BMW F700 GS
La BMW F700 GS è una motocicletta prodotta dalla casa motociclistica tedesca BMW dal 2012, in sostituzione della F650 GS. Presentata al BMW Motorrad Days di Garmisch-Partenkirchen agli inizi di luglio 2012, è una moto destinata all'uso stradale ma che non disdegna leggere escursioni in fuoristrada, versatile e maneggevole, con una impostazione di guida comoda. La sigla F indica il motore bicilindrico frontemarcia, la sigla GS indica la tipologia di moto (in tedesco Gelände/Straße, tradotto in italiano Terreno/Strada).

## Caratteristiche tecniche
È spinta da un motore bicilindrico in linea, prodotto dall'azienda austriaca Rotax, a quattro tempi raffreddato a liquido, di 798 cm³ (alesaggio 82 mm x corsa 75,6 mm) di cilindrata, con 4 valvole per cilindro, due alberi a camme in testa, lubrificazione a carter secco; il motore ha una potenza massima di 55 kW (75 CV) a 7.300 giri/min (per la precedente F650 GS erano 52 kW e 71 CV a 7.000 g/min) ed una coppia massima di 77 Nm a 5.300 giri/min (per la F650 GS erano 75 Nm a 4.500 g/min). La frizione è a dischi multipli in bagno d'olio ad azionamento meccanico; il cambio è a 6 marce ad innesti frontali integrato nel basamento motore. La trasmissione finale è a catena O-ring con parastrappi nel mozzo posteriore con pignone a 17 denti e corona a 42). Il telaio della moto è tubolare in acciaio, mentre il telaietto posteriore è a sezione quadra. Il forcellone è in alluminio.
La F700 GS è anche disponibile in versione depotenziata per i neopatentati (fino a 25 anni) con 35 kW (48 CV) a 7.000 giri/min e una coppia di 60 Nm a 5.000 giri/min.
Monta cerchi in lega di alluminio da 2.50"x19" con pneumatico 110/80 all'anteriore e da 3.50"x17" con pneumatico 140/80 al posteriore. All'acquisto, dal 2012 al 2014 aveva di serie pneumatici tubeless Bridgestone Battle Wing (anteriore: Bridgestone Battle Wing BW-501 Radial 110/80 R19 M/C 59V; posteriore: Bridgestone Battle Wing BW-502 Radial 140/80 R17 M/C 69V). Dal 2015, sui modelli con nuova colorazione, vengono montati pneumatici tubeless Michelin Anankee III (anteriore: Michelin Anankee III Radial 110/80 R19 M/C 59V; posteriore: Michelin Anankee III Radial 140/80 R17 M/C 69H).
L'impianto frenante è composto da un freno a disco doppio all'anteriore (Ø 300 mm) con pinza flottante a doppio pistoncino e da un singolo disco (Ø 265 mm) con pinza flottante a pistoncino singolo al posteriore, prodotti dall'italiana Brembo. È equipaggiata con sistema ABS di serie, disinseribile.
Il peso è di 209 kg in ordine di marcia e 186 kg a secco, con un peso totale ammesso di 436 kg ed un carico utile con equipaggiamento di serie di 227 kg.
Dimensionalmente misura in lunghezza 2,280 mm, in larghezza compresi gli specchi 880 mm, in altezza senza specchi con il piccolo parabrezza di serie 1,215 mm e un passo di 1,562 mm; l'altezza sella con peso a vuoto è di 790 mm, con sella alta di 820 mm e con assetto ribassato di 765 mm.

La capacità del serbatoio è di 16 litri, di cui circa 2,7 litri di riserva.

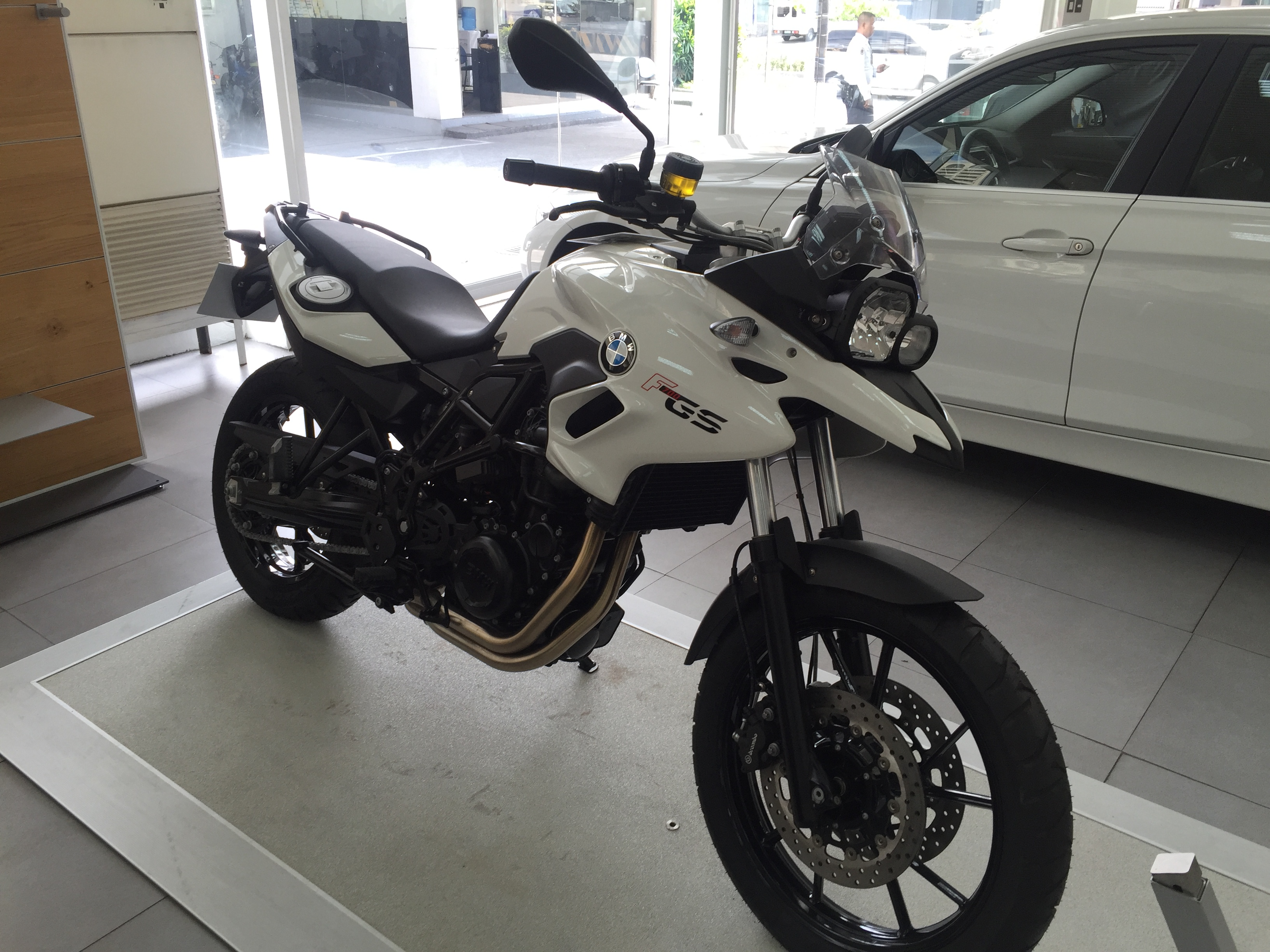
BMW F 700 GS del 2017

La velocità massima è di 192 km/h (con riduzione di potenza a 35 kW si abbassa a 165 km/h. Il consumo a 90 km/h è 3,9 l/100 km (25,6 km/l) e a 120 km/h di 5,1 l/100 km (19,6 km/l).
Con aggiornamento, dal 2017 sono presenti due mappature Road e Rain e una modalità di guida optional chiamata Enduro. Leggermente diversa è la disposizione delle informazioni nel computer di bordo la strumentazione. È presente l'acceleratore elettronico "ride by wire". Inoltre vi è un nuovo scarico, con in opzione quello Akrapovič e l'aggiornamento alle nuove normative Euro 4; il design presenta nuovi dettagli estetici con nuove livree e colorazioni.

## Strumentazione
La strumentazione presenta il tachimetro ed il contagiri con fondo nero, numerazione e lancette bianche, luce notturna color arancio sistemati uno sopra l'altro; a sinistra sono posizionate in senso verticale, dall'alto verso il basso, la spia di avvertimento ASC (gialla), la spia di avvertimento ABS (gialla), la spia di avvertimento riserva carburante (giallo), una spia di avvertimento generale (giallo/rosso) e la spia di controllo luce abbagliante (blu). All'interno del tachimetro sono posizionate, in basso, da sinistra verso destra, la spia di controllo indicatore di direzione sinistro (verde), la spia di controllo posizione di folle (verde), la spia di controllo dell'indicatore di direzione destro (verde); il display a destra indica il livello di carburante presente, la temperatura del liquido di raffreddamento, l'orario ed il contachilometri totale e parziale (doppio). Con il computer di bordo si aggiungono altre informazioni quali la marcia inserita, la temperatura ambiente in °C, il consumo medio e istantaneo di carburante espresso in l/100 km, la velocità media, il numero di chilometri effettuati dall'accensione della spia di riserva del carburante, un cronometro. Inoltre, se predisposto, il display indica anche il livello di riscaldamento delle manopole e la pressione degli pneumatici (RDC).

## Dotazione e optional
Offre di serie l'ABS disinseribile; nella vasta gamma di optional sono presenti le manopole riscaldate con doppia intensità di calore, il cavalletto centrale, il computer di bordo, la predisposizione per le valigie laterali, le frecce bianche a led, antifurto, il controllo automatico della stabilità (ASC: Automatic Stability Control), la regolazione elettronica delle sospensioni (ESA: Electronic Suspension Adjustment), il controllo della pressione degli pneumatici (RDC), valigie laterali di plastica nera e bauletto topcase centrale in plastica nera con volume regolabile (destra: 28/38 l; sinistra 19/29 l; topcase centrale 25/35 l), la cui capacità di carico è 8 kg per le valigie laterali e 5 kg per il topcase centrale, borsa da serbatoio con capacità ampliabile da 12 l a 17 l, silenziatore sport Akrapovic, diverse versioni di parabrezza (piccolo o grande, bianco o fumè), di sella (High: 820 mm, nera, offerta di serie; Low: 790 mm, nera; Rallye: 860 mm, nera e grigia; Comfort: 835 mm, nera e antracite) e protezioni per le mani (ampliabili con paramano e spoiler piccolo/grande), poggiapiedi enduro (che offre un miglior grip e maggior controllo del veicolo nell'uso fuoristrada e nella guida in piedi), e protezioni in acciaio per il motore ed il faro anteriore (da utilizzare esclusivamente per impiego off-road).
Sono inoltre disponibili due “pacchetti”: il “Comfort”, che include il computer di bordo, le manopole riscaldate, i supporti per le valigie laterali ed il cavalletto centrale, e il “Safety”, che include l'ESA, l'ASC e l'RDC.